# Čang Mjon

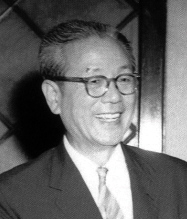
Čang Mjon (1960)

Čang Mjon (28. srpna 1899 – 4. června 1966), byl korejský politik a pedagog. Byl 4. viceprezidentem Korejské republiky v letech 1956–1960, druhým a sedmým premiérem Jižní Koreje.